# Document
|  | Per a altres significats, vegeu «Document (desambiguació)». |

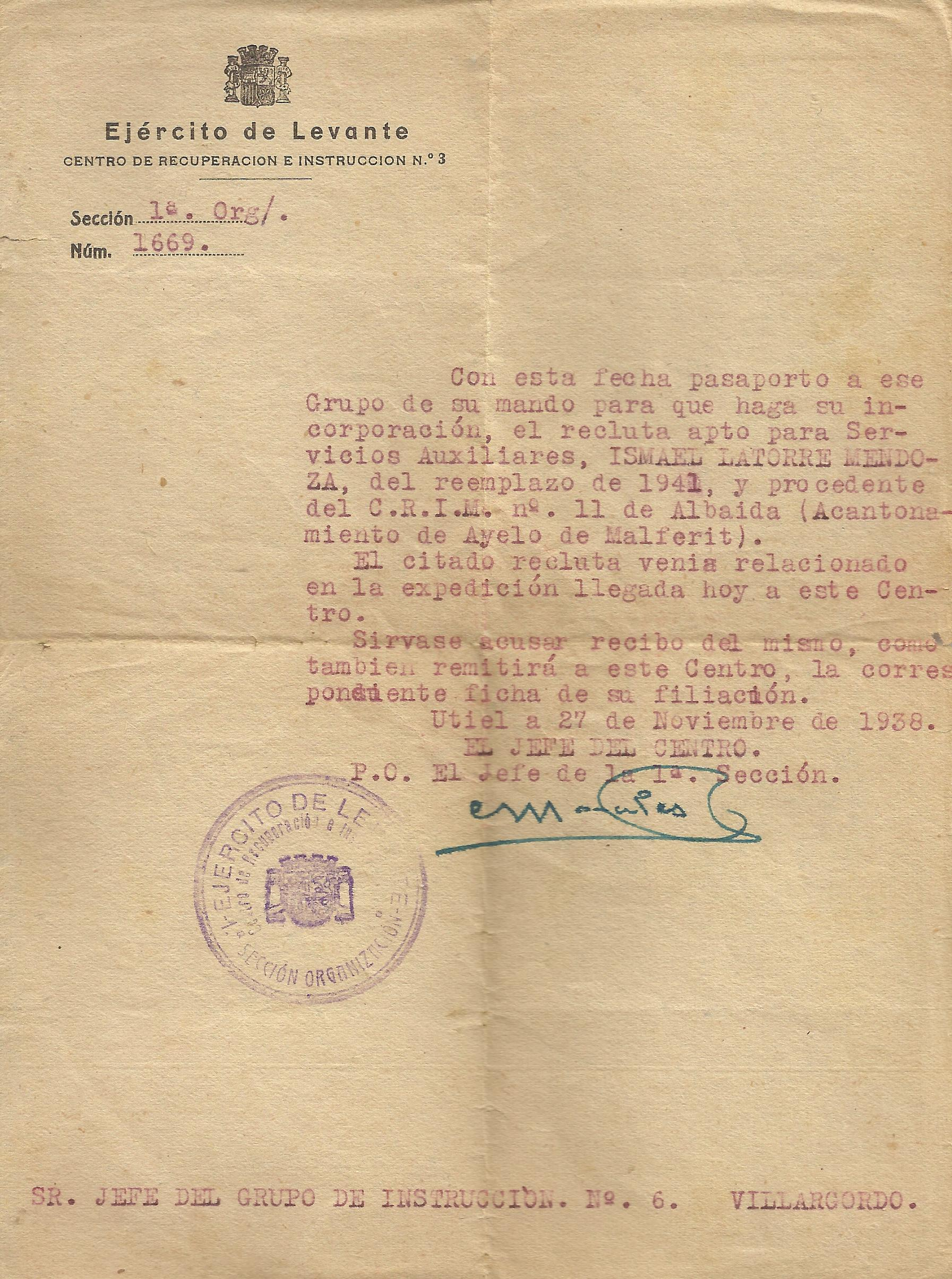
Utiel, 27-11-1938

Un document és una font en la qual hi ha dades enregistrades que es poden recuperar, independentment del mitjà en què s'hagi registrat. És testimoni de l'activitat de l'home fixat en un suport perdurable i que conté informació. En dret, té un sentit més restrictiu com a «escriptura que expressa declaracions de voluntat positives o negatives, o bé fets i drets». No tots els documents en sentit arxivístic tenen valor jurídic.
La paraula prové del llatí documentum, 'model, exemple' (de docēre, 'ensenyar', i el sufix -mentum).
En llenguatge corrent es fa referència als documents amb informació escrita o impresa sobre paper, però en sentit ampli els suports poden ser tan diversos com permeti la tecnologia. Qualsevol suport material que contingui informació és un document. És el conjunt format pel contenidor i el contingut, amb l'objectiu de conservar i transmetre la informació superant l'espai i el temps.
Els documents, agrupats, formen els fons o col·leccions, patrimoni dels països.

## Altres definicions
La Llei del Patrimoni Cultural Català (article 19.1) defineix document: «[…] s'entén per document tota expressió en llenguatge oral, escrit, d'imatges o de sons, natural o codificat, recollida en qualsevol mena de suport material, i qualsevol altra expressió gràfica que constitueixi un testimoni de les funcions i les activitats socials de l'home i dels grups humans, amb exclusió de les obres d'investigació o de creació.»
La norma UNE 50-106-90 per a tesaures monolingües defineix document com: «Qualsevol ítem, imprès o no, susceptible de ser catalogat i indexat.»

## Parts
Un document està format per tres elements, segons José Ramón Cruz Mundet:
- El suport material: l'element que li dona un cos físic.
- La informació o el contingut.
- El registre: la fixació de la informació en el suport. Pot ser realitzada per distints mètodes com: l'ús de tinta o amb impulsos electromagnètics.

## Classificació o varietat de tipus
Un tipus de document seria el document d'arxiu, diferenciat de la resta de tipus de documents per la seua creació. Els documents d'arxiu poden classificar-se seguint determinats criteris (la qualitat jurídica del productor, la forma i el suport).
La Classificació Decimal Universal presenta maneres de classificar documents per una gran varietat de criteris.
Els documents electrònics són tipus de document caracteritzat pel seu suport (disc compacte, disquet, etc) que a més presenta una subclassificació pels seus formats (HTML, ODF, etc).